# Onitis damoetas
Onitis damoetas là một loài bọ cánh cứng trong họ Bọ hung (Scarabaeidae).